# Бірмінгем Тауншип (округ Честер, Пенсільванія)
Бірмінгем Тауншип (англ. Birmingham Township) — селище (англ. township) в США, в окрузі Честер штату Пенсільванія. Населення — 4082 особи (2020).

## Демографія
Згідно з переписом 2010 року, у селищі мешкало 4208 осіб у 1420 домогосподарствах у складі 1259 родин. Було 1459 помешкань
Расовий склад населення:
| - 92,2 % — білих - 5,2 % — азіатів - 1,4 % — чорних або афроамериканців |

До двох чи більше рас належало 0,8 %. Частка іспаномовних становила 2,1 % від усіх жителів.
За віковим діапазоном населення розподілялося таким чином: 29,0 % — особи молодші 18 років, 58,1 % — особи у віці 18—64 років, 12,9 % — особи у віці 65 років та старші. Медіана віку мешканця становила 44,8 року. На 100 осіб жіночої статі у селищі припадало 98,3 чоловіків;  на 100 жінок у віці від 18 років та старших — 96,8 чоловіків також старших 18 років.
Середній дохід на одне домашнє господарство  становив 204 818 доларів США (медіана — 166 758), а середній дохід на одну сім'ю — 216 656 доларів (медіана — 176 765). За межею бідності перебувало 1,2 % осіб, у тому числі 1,9 % дітей у віці до 18 років та 0,0 % осіб у віці 65 років та старших.
Цивільне працевлаштоване населення становило 1828 осіб. Основні галузі зайнятості: освіта, охорона здоров'я та соціальна допомога — 20,2 %, фінанси, страхування та нерухомість — 14,7 %, виробництво — 13,9 %.